# Tiroteo en París de 2022

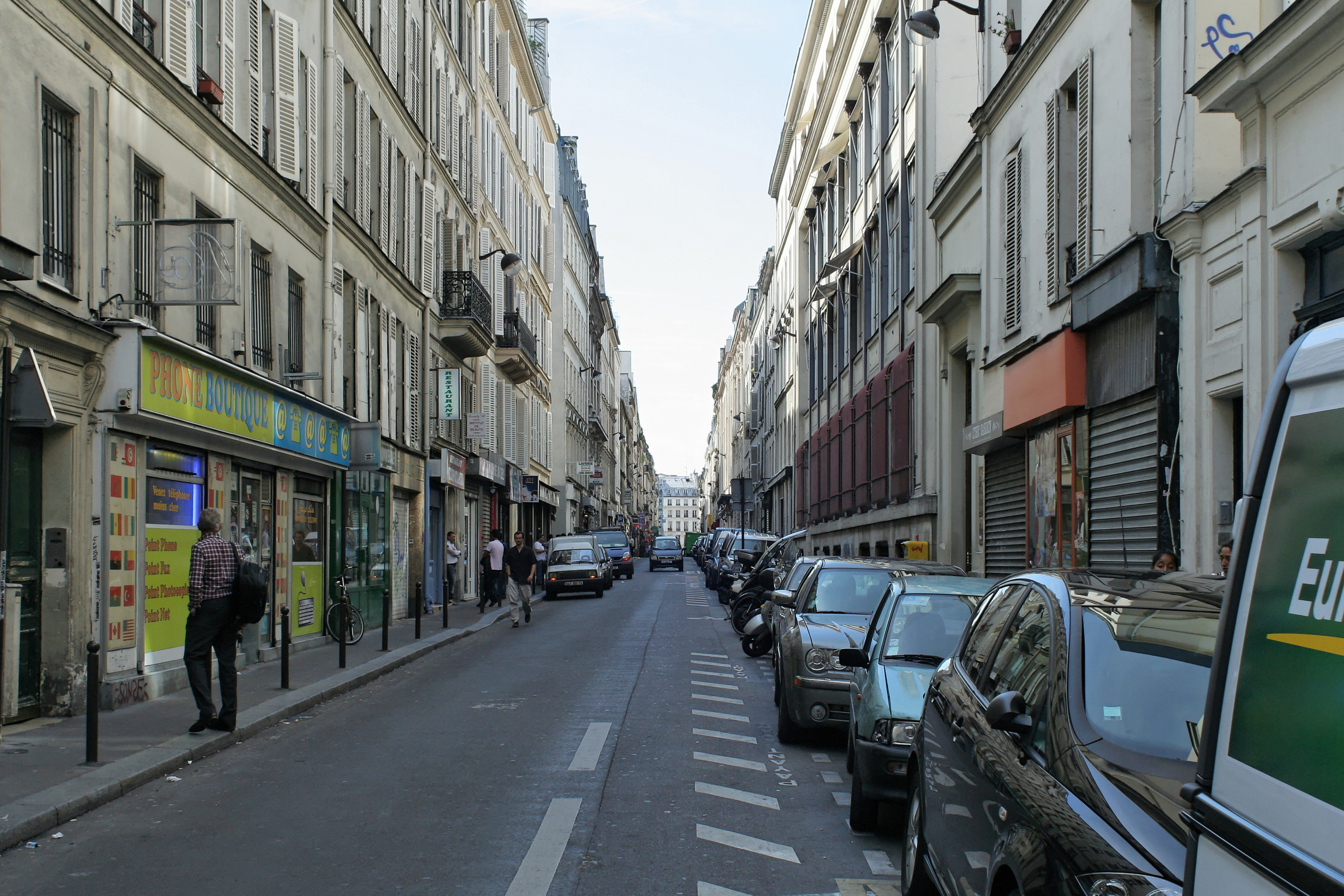
Calle d'Enghien, París. Vista general desde el cruce con la Rue du Faubourg-Saint-Denis.

El 23 de diciembre de 2022, tres personas en un centro cultural kurdo murieron y otras cuatro resultaron heridas durante un tiroteo masivo en el distrito 10 de París, Francia.
Los investigadores plantearon inicialmente que el tiroteo era un acto de terrorismo de derecha. El sospechoso ha confesado haber estado motivado por el racismo,y declaró que "no le gustaban los kurdos".

## Trasfondo
A finales del siglo XX y principios del XXI, terroristas de ideología islamista, cristiana, separatista, de extrema izquierda y de extrema derecha, así como de origen palestino, armenio y turco, han atacado París. El ataque se produjo en momentos en que la violencia de la derecha está aumentando en Francia. De hecho, tres semanas después del ataque, las autoridades francesas detuvieron a un grupo de extrema derecha que planeaba atacar a inmigrantes y atentar contra mezquitas e incluso asesinar al presidente Macron.

## Tiroteo
El tiroteo masivo tuvo lugar el 23 de diciembre de 2022, poco antes del mediodía, en la Rue d'Enghien en el distrito 10 de París, cerca del Centro Cultural Kurdo Ahmet-Kaya. El agresor, armado con una Colt 45, disparó tres tiros hacia el centro cultural, matando a dos personas. Luego disparó tres tiros en dirección a un restaurante kurdo frente al centro cultural, matando a una persona. Luego disparó tres tiros a un salón de peluquería kurdo, alcanzando a tres personas.

## Víctimas
Tres personas murieron en el tiroteo; la líder del movimiento de mujeres kurdas en Francia, un cantante kurdo y refugiado político, y una mujer que visitaba el centro cultural.
Otras tres resultaron heridas, incluida una persona en estado crítico. El agresor, antes de su detención, resultó herido en el rostro.

## Perpetrador
El sospechoso, un hombre de 69 años nacido en Montreuil, fue arrestado en la escena del crimen. Fue rápidamente identificado gracias a una tarjeta de identificación de la Sociedad Nacional de Ferrocarriles Franceses (SNCF) que se encontró en su billetera. Al momento de su detención tenía un maletín con dos o tres cargadores cargados y una caja de cartuchos calibre 45 con al menos 25 cartuchos adentro. Conductor de tren jubilado de la SNCF, vivía en el distrito 10.

## Consecuencias
Después del ataque, el fiscal de París, Laure Beccuau, ordenó fuerzas policiales adicionales para proteger los sitios kurdos y las instituciones diplomáticas turcas.[cita requerida] También pidió al presidente francés y al primer ministro que permitieran las manifestaciones kurdas.[cita requerida]
Durante la visita del primer ministro francés Gérald Darmanin a la escena del crimen, la policía se enfrentó a manifestantes kurdos y les lanzó gases lacrimógenos.
Se abrió una investigación por asesinato, homicidio doloso, violencia agravada y violación de armas, encomendada a la brigada criminal de la DRPJ.
El 24 de diciembre de 2022, el sospechoso fue liberado de la custodia policial y puesto bajo evaluación psiquiátrica.